# Poulus Voogd
Poulus Voogd (Ouddorp, 12 december 1905 – Bergambacht, 12 februari 1976) was een Nederlands politicus.
Voogd was een uit de ARP afkomstig en tot de Gereformeerde Bond behorend Tweede Kamerlid voor de Boerenpartij. Hij maakte met Koekoek en Harmsen deel uit van de eerste fractie van zijn partij. Hij  was veehouder in de Krimpenerwaard. Nam openlijk afstand van Koekoek toen die senator Adams, die 'fout' was geweest in de oorlog, de hand boven het hoofd hield. Voogd verliet de BP-fractie nadat hij niet herkiesbaar was gesteld en kwam in 1967 met een eigen lijst, die echter geen zetel haalde.
- Biografisch Portaal: 31696052
- Parlement.com: vg09llc6der8